# Csorvás
Csorvás je vas na Madžarskem, ki upravno spada pod podregijo Orosházi Županije Békés.